# Pseudagrion bicoerulans
Pseudagrion bicoerulans é uma espécie de libelinha da família Coenagrionidae.
Pode ser encontrada nos seguintes países: Quénia, Tanzânia e Uganda.
Os seus habitats naturais são: regiões subtropicais ou tropicais húmidas de alta altitude, campos de altitude subtropicais ou tropicais e rios.
Está ameaçada por perda de habitat.